# Bulevar Anspach
El Bulevar Anspach (en francés: Boulevard Anspach; en neerlandés: Anspachlaan) es una importante bulevar en el centro de la ciudad de Bruselas, Bélgica, que conecta la Place de Brouckère a la Place Fontainas. Lleva el nombre de Jules Anspach, exalcalde de Bruselas. Fue construido sobre el río Senne, que fue recubierto, aunque el río ya no fluye por debajo de él. La estación de metro De Brouckère es accesible desde el bulevar, así como la estación de tranvía de metro Bourse. El bulevar continúa hacia el norte por el Bulevar Emile Jacqmain y el Bulevar Adolphe Max, formando un cruce en Y, y hacia el sur, continúa por el Bulevar Maurice Lemonnier.